# Paul Schmidt
Paul Schmidt (26 de març de 1898 - 18 d'octubre de 1976) va ser un enginyer i inventor aeroespacial alemany amb seu a Múnic, principalment conegut per la seva contribució al desenvolupament del pulsoreactor.

## Biografia
Schmidt va néixer el 26 de març de 1898 a Hagen, Westfàlia. Fill de carnissers va estudiar enginyeria a Múnic.
A partir del 1928, paral·lelament al seu treball de dinàmica de fluids a la consultora d'enginyeria Maschinen und Apparatebau de Hagen, Paul Schmidt es va dedicar a l'estudi de la propulsió a reacció en el context de la seva aplicació a un avió d'enlairament vertical. La propulsió de l'hèlix era ideal per a un vol horitzontal, però per a la fase vertical es necessitava un motor amb una relació pes/potència molt superior al que hi havia en aquell moment. Semblava que un motor de coets podia satisfer aquest requisit, però el seu ús estava penalitzat per l'enorme consum específic.
Schmidt va agafar la idea d'un motor geomètricament molt senzill, caracteritzat per una combustió intermitent on el flux de la barreja a la cambra de combustió estava regulat per la inèrcia del mateix flux sense necessitat de mecanismes addicionals especialment complexos o pesats. L'abril del 1931, Schmidt va presentar una patent per a un dispositiu de propulsió de vehicles o avions que li va valer el finançament del Reichsverkehrsministerium (Ministeri de Transports) i, a partir del 1935, del Reichsluftfahrtministerium.
El 1934, amb l'enginyer aeronàutic Georg Madelung, van proposar una bomba volant motoritzada amb el seu motor al Reichsluftfahrtministerium i van rebre un contracte d'investigació. El 1938 va fer un vol de demostració però el RLM va decidir no tirar endavant el projecte per la seva manca d'abast i precisió i per l'elevat preu de construcció.
Gràcies a aquestes aportacions, Schmidt va poder fundar la seva pròpia empresa a Múnic completament dedicada al desenvolupament del motor de reacció. Amb l'arribada de la Segona Guerra Mundial, el RLM va promoure l'intercanvi d'informació entre el grup de Schmidt i Argus Motoren, que mentrestant desenvolupava el seu propi pulsoreactor. Aquesta curta col·laboració que va durar entre principis de 1940 i 1941 no va acabar de funcionar i Argus va continuar amb el seu projecte (tot i que va adoptar alguns dispositius inicialment concebuts per Schmidt) que conduiran a la construcció del Argus As 014. Schimdt va continuar les seves investigacions a la seva pròpia empresa fins al final de la guerra.
Després de la guerra, Schmidt va continuar treballant en la seva empresa d'enginyeria a Múnic i va investigar pel Ministeri Federal de Defensa alemany des del 1960 al 1966.
Va morir el 18 d'octubre de 1976 a Múnic.